# La frusta e il corpo
La frusta e il corpo (em francês:  Le corps et le fouet) é um filme franco-italiano de 1963, dos gêneros drama, terror e romance, dirigido por Mario Bava, com roteiro de Ernesto Gastaldi, Ugo Guerra e Luciano Martino, com música de Carlo Rustichelli.

## Sinopse
No século 19, nobre sádico retorna para sua família, o que ocasiona desconforto. Sua morte abala a família. Nevenka, sua prima, passa a ser atormentada pelo espírito do nobre assassinado. 

## Elenco
- Daliah Lavi ....... Nevenka Menliff
- Christopher Lee ....... Kurt Menliff
- Tony Kendall ....... Christian Menliff
- Ida Galli ....... Katia
- Harriet Medin ....... Giorgia
- Gustavo De Nardo ....... Conde Menliff (como  Dean Ardow)
- Luciano Pigozzi	 ....... Losat (como Alan Collins)
- Jacques Herlin ....... Padre